# Marco Ebben
Marco Ebben, född 31 mars 1992, död 13 februari 2025 i Atizapán de Zaragoza nära Mexico City, var en nederländsk narkotikahandlare och länge en av Europas mest efterlysta brottslingar. Huvudsakligen skall han ha smugglat kokain från Brasilien till Nederländerna med en omfattande verksamhet. Sammanlagt beräknas han ha smugglat 400 kilo kokain genom att gömma kokainet i ananaser under åren 2014 och 2015.
Ebben dömdes den 2 oktober 2020 i sin frånvaro till sju år och fyra månaders fängelse i Nederländerna. Ebben levde senare i exil i Dubai, Ryssland, Italien och Turkiet innan han slutligen hamnade i Mexiko och enligt uppgifter blev medlem i Los Mayos, en subgruppering av Sinaloakartellen. Ebben skall under sin tid i Mexiko ha fejkat sin död vid flera tillfällen. Samtidigt stod han på topplistan av Europols lista för mest efterlysta brottslingar.
Ebben sköts till döds den 13 februari i ett parkeringsgarage till köpcentrumet Plaza Antigua i en välbärgad del av stadsdelen Ciudad López Mateos. Ebbens far, även han yrkeskriminell och från staden Schiedam, berättade för De Telegraaf att sonen dött i en eldstrid med en rival till knarkbaronen Joaquín "El Chapo" Guzmáns son. Ebben var känd i mexikanska gängkretsar som El Holandés (Holländaren). Enligt den mexikanska kriminalreportern Antonio Nieto träffade Ebben två Drug Enforcement Administration-agenter i december och det skulle vara anledningen till att Ebben mördades.